# Intercontinental Rally Challenge
L'Intercontinental Rally Challenge, più conosciuto come IRC, è stato un campionato internazionale di rally organizzato dall'anno 2006 dalla Federazione Internazionale dell'Automobile e promosso per il canale di televisione Eurosport.
Nato con il nome di International Rally Challenge ha assunto l'attuale denominazione dalla seconda edizione; il campionato è nato con due obiettivi: formare piloti giovani e permettere agli amatori di correre su circuiti di diversi paesi del mondo. Nell'IRC possono correre le Super 2000, Gruppo R3, Super 1600 e Gruppo N.
Nel 2008, le marche che presero parte alle competizioni furono Abarth, Honda, Mitsubishi, Peugeot, Proton e Volkswagen. Nel 2009 sono arrivate la Opel e la Škoda e nel 2010 la Ford.
Nel 2012 si è svolta l'ultima edizione per fondersi poi con l'ERC nel 2013.

## Albo d'oro
| Stagione      | Pilota               | Navigatore      | Auto                    |
| ------------- | -------------------- | --------------- | ----------------------- |
| Stagione 2006 | Giandomenico Basso   | Mitia Dotta     | FIAT Grande Punto S2000 |
| Stagione 2007 | Enrique García Ojeda | Jordi Barrabés  | Peugeot 207 S2000       |
| Stagione 2008 | Nicolas Vouilloz     | Nicolas Klinger | Peugeot 207 S2000       |
| Stagione 2009 | Kris Meeke           | Paul Nagle      | Peugeot 207 S2000       |
| Stagione 2010 | Juho Hänninen        | Mikko Markkula  | Škoda Fabia S2000       |
| Stagione 2011 | Andreas Mikkelsen    | Ola Fløene      | Škoda Fabia S2000       |
| Stagione 2012 | Andreas Mikkelsen    | Ola Fløene      | Škoda Fabia S2000       |